# السينما في كوبا
السنيما في كوبا أو كما تسمي (السينما الكوبية) دخلت الجزيرة في أوائل القرن العشرين مع بداية إنتاج الأفلام التي أنتج منها حوالي 80 فيلما كاملا قبل الثورة الكوبية عام 1959 وكان معظم هذه الأفلام تدور حول الميلودراما (المشجاة) عقب الثورة دخلت كوبا الحقبة الزمنية المعروفة ب العصر الذهبي للسينما في كوبا

## تاريخها

### السنوات الاولي
عقب اختراع الأخوين أجوستي ولويس لومريه العرض السنيمائي الأول ونشروها قرروا السفر الي عواصم القارة الأمريكية في 24 يناير 1897 جلبت غابرييل بييري العرض السنيمائي الأول لهافانا من المكسيك وعقد أول عرض في باسيو ديل بارادو رقم 126 بالقرب من مسرح تاكون المعروف الآن باسم مسرح هافنا الكبير وعرضت أربعة افلام قصيرة وهي لعبة البطاقة، الرش والصبي وقبعة المصور وقد كلفت التذاكر 50 سنتا و20سنتا للأطفال والعسكريين وعقب فترة وجيزة تألق فييري في أول فيلم أنتج في الجزيرة حفر النار. وهو فيلم وثائقي عن رجال الإطفاء في هافانا.
في هذه المرحلة الاولية، كان هناك بعض الأماكن مخصصة للسنيما في كوبا مثل بانوراما سولير، صالون المنوعات أو الخداع البصري، باسيو ديل بارادو #118 وكاميرا اديسون من بينهم
كان مسرح إيروجا (الذي يسمي الآن مسرح مارتي) من بين المسارح الأولي لتقديم افلام لجذب المشاهد
أول الأعمال المسرحية للسينما تم تفعيلهم عبر خوسيه كاسوس الممثل والمنتج والمنظم، في البداية كان يدعي فلادورا وبعد ذلك تم تغير اسمه الي السكا.
منذ عام 1932 (قبل سنوات قليلة من الحرب العالمية الثانية)
توسعت السينما الأوروبية والأمريكية الي المدن الرئيسية الأخري في أمريكا اللاتينية واجتاحت الأسواق رجال الأعمال في هوليوود وكان النوع الأول التي وقعت علي نطاق واسع في استعراض تاريخي في كوبا.
أفلام مثل الكابتن مامبي والمحررين (1914) لإنريكي دياز كيسادا بدعم من الجنرال ماريو غارسيا مينوكال
وفي عام 1910 قام دياز كيسادا بتحويل العمل الإسباني الروائي لخواكين ديسنتا لفيلم سينمائي، كان هذا إتجاه في ذلك الوقت بتحويل الأعمال الادبية الي أفلام كما أيضا تقليد تشارلي تشابلن والكوميديا الفرنسية ومغامرات رعاة البقر وفترة إنتاج الأفلام الصامتة التي استمرت حتي عام 1937 عندما أنتج أول فيلم خيال علمي.

### سنيما ما قبل الثورة
كان قبل الثورة الكوبية عام 1959 مجموع الأفلام التي صورت حوالي 80 فيلما كاملا من أبرزهم احسان العذراء بطولة ميغيل سانتوس والرومانسية ل ديل بالمار (مع رامون بيون)
كما كان العديد من الممثلين في كوبا أثبتوا حضورهم في المكسيك والأرجنتين
موسيقين أيضا مثل إرنستو ليكونا، بولا دي نيبيي وريتا مونتانير شاركوا في الموسيقي التصويرية للأفلام في مختلف البلدان.
والجدير بالذكر أن نادي افلام هافانا التي اسسها الألماني بويج وريكاردو باجون في عام 1948 والتي في عام 1951 إتخذ اسم سينماتيك كوبا.

### السنيما ما بعد الثورة
في بداية الأيام الأولي عام 1959، تم إنشاء دائرة فن التصويرالسنيمائية في وزارة الثقافة لجيش الممتردين، الذي أنتج الفيلم الوثائقى مثل هذه أرضنا لتوماس جوتيريز اليآ والمعيشة ل خوليو جارسيا اسبيونسا
كانت الدائرة سلف لما يمكن أن يصبح (المعهد الكوبي السنيمائى للفن والصناعة) الذي تأسس في مارس عام 1959 نتيجة أول قانون للثقافة.
ما بين فترة عام 1959 و1969، عمد العديد من نقاد الفن التصويري السنيمائي بأنه العصر الذهبي للسنيما الكوبية عامة بإنتاج لوسيا (1968) عبر اومبرتو سولاس وذكريات التخلف الإنمائي عبر توماس جوتيريز اليآ، ويتم تصنيف هذين المخرجين علي أنهم أفضل ما تملكه كوبا.
استقبل الكثير من دعاية الفيلم الوثائقي في عام 1974 بطريقة مؤكدة ومن خلال ساره غوميز نافذة ذكية للإستبداد بالرجولة والعنصرية التي لا تزال موجودة في كوبا
تم اختيار فيلم ذكريات التخلف الإنمائي بين أفضل 100 فيلم في كل العصور من قبل الاتحاد الدولي لنوادي السنيما ولكن ربما كان أبرزها في العقد الأخير من القرن العشرين كان الفيلم الفراولة ه والشيكولاتة لتوماس جوتريز آليا وخوان كارلوس تابيو
كان أول فيلم كوبي رشح لجوائز الاوسكار هو المتعلق بالتعصب وطرح الصداقة بين مثلي الجنس والثورة الشبابية المتشددة لمنظمة الجاليات الشيوعية المتحدة.
في وقت مبكر، كان عصر السينما الثورية هو أيضا ملحوظا للإنتقدات القوية من قبل المخرجين الشباب وكانت جريمتهم الوحيدة هي ظهور الأفلام الوثائقية التجريبية أو العفوية مثل السنيما الحرة والحالة الأكثر فاضحة للفيلم الوثائقي لأورلاندو خمينيز ليال، وساب كابريرا انفاتي ب.م صورة ليلة هافانا، وكانت وحدها مع نظرة الكاميرا دون أضواء لتأييد أي قبلات في المناظر الطبيعية الليلية، حيث كانت رقصة رومبا والمشروعات مشهد التي انتقلت مثل الظلال في الليل وهو فيلم وثائقي، ولكن بالنسبة لعديد من النقاد كان بسيط فهو جوهرة حقيقية للسنيما التجريبية.
الفيلم الوثائقى لبعض المسؤلين أنصار العملية الثورية تفتقر للمظهر الجمالي والفني وب.م التي لا تعكس الحقيقة الكوبية العاملة في إعدادالمواجهة لأي تحرك وشيك من قبل الولايات المتحدة
أظهرت ان ميليشيا مع بندقيته علي استعداد للموت من أجل بلادهم
ب.م كانت محظورة ومصادرة ومنتهية لفتح المجال للخطاب الشهير لفيدل كاسترد في المكتبة الوطنية، كلمة الي المثقفين الذين كانوا شعارهم الرئيسي «مع الثورة كلنا..ضدد الثورة لا أحد».
طرد المصور السنيمائى الهام نيستور المندروز من مجلة بوهيما من خلال الإشادة للفيلم لخمينيز ليال وكابريرا انفاتي كما أيضا كان مراقب عند الفيلم الوثائقى الآن من خلال سانتيغو الفاريز (1965) من قبل بعض النقاد مثل أول فيديو كليب في التاريخ.الفيلم الوثائقي تجمع أغنية مع دورة غير منقطعة من الصور التي تظهر التمييز العنصري في الولايات المتحدة.
لقد بدأت ظهور الرسوم المتحركة في كوبا عام 1974 مع فيلم البيدوا بالديس، وهو الرمز الذي يمثل المحارب مامبى المقاتل من أجل استقلال كوبا من الاحتلال الإسباني في القرن التاسع عشر. وقد شاع ذلك بين الأطفال الكوبيين.
الفيلم الآخر للرسوم المتحركة البارز هو مصاصي الدماء في عام 1983، وأيضاً عن طريق خوان بادرون.
في عام 1977، تم إنشاء في هافانا ورشة عمل سينمائي للمداولادت في مسرح فارونا الخاص بجامعة هافانا من خلال الدكتور رايموندو تورس دياز، لهذه المجموعة فكرة إنشاء الحركة الوطنية السينمائية التي من خلالها نشأ المشجعيين من كوبا، وكانت تتألف من رايموندو توريس دياز وسيرجيو غارسيا مدروس (أستاذ سيناريو) وباربرا بلتوان جاميخو (أستاذ الموسيقى في الفيلم) ورولاندوبوت (مسئول عن الطباعة والتركيب في ICAIC)، توماس جوتيريد آليا «تيتون» كان أستاذا لإخراج الأفلام الحركة عن فيلم الهواة، وتيتو الجنك (أستاذ الأداء السينمائي) وهيكتور غارسيا ميسا (أستاذ التاريخ في السينما).
خلقت هذه الحركة أول مدرسة للسينما في هافانا، وأجريت ثلاثة مهرجانات دولية، واحدة منها يمكن أن ترى في الفيسبوك على صفحه «الحركة الوطنية لهواة السينما الكوبية» حيث يتم توثيق كل من هذا القبيل.
وفي عام 1981 توقف نشاط الحركة الوطنية للهواة في كوبا مع هجرة مدرائها الرئيسيون.
و هذه الحركة السينمائية للهواة حررتها مجلته فيلم خاص بدون ضمادات سياسة من أي نوع، وكان لها مشاركة أكثر من 30000 عضواً نشطاً.
رمز آخر من السينما الكوبية هو جريدة المعهد الكوبي السينمائي للفن والصناعة لأمريكا الاتينية من إخراج الفيردو غيفارا رئيس icatc الحالي.
وبعد عدة سنوات كان موجه من قبل مديرها سانتياغو ألفاريز والمكسيكي رودولفو ايسيينو، منتج الفيلم الوثائقى.
حدث آخر مهم هو مهرجان الدولي الديمقراطيات الجديدة لسنيما أمريكا اللاتينية الذي يعقد كل عام في هافانا منذ عام 1979 والأكثر أهمية في أمريكا اللاتينية.
تقع المدرسة الدولية للسينما والتلفاز والفيديو من سان أنطونيو دي لوس بانيوس في منطقة سان أنطونيو دي لوس بانيوس على مقربة من هافانا، بتمويل من مؤسسة السينما الأمريكية اللاتينية الجديدة وغابرييل غارسيا ماركيز، وكانت المدرسة إستمرار للحركة الوطنية للهواة في كوبا MNCAC التي تم إنشاؤها أيضاً لطلاب أمريكا اللاتينية الي كوبا لدراسة الإتجاه، سيناريو، تصوير سينمائي وتحرير.
أيضاً ال ICAIC يحتوى علي سينماتيك من كوبا من جهة الراحل هيكتور غارسيا ميسا الذي حصل على أعلى مستويات الجودة في أعماله وبدأ برنامج أفلام الهاتف المحمول الذي يجلب الأفلام إلى المناطق النائية عن المدن.
ساعد ICAIC في تعزيز صوت المجموعة التجريبية بين عامي 1969 و1977 والتي أثرت ودعمت الموسيقي من كوبا وخاصة تروفا الجديد.
الشخصيات أمثال سيلفيو رودريغيز، بابلو ميلانيس وليو بروير كانوا بعض النفانين الذين شاركوا في البرنامج.

### ما بعد الحرب الباردة
في هذه المرحلة، سلط الضوء على عمل صناع السينما الكوبية للصغار، الذي قدم في المعرض الوطني للمخرجين الجدد ل ICAIC
من عام 2000 وتتكون بشكل رئيسي من الأفلام الوثائقية والأفلام القصيرة في صيغة رقمية مع الميزانيات المستقلة، ومن بين المؤلفين الجدد من الفيلم المستقل الكوبي يسلط الضوء على إستيبان إنزاوزت وميغيل كويلا وإدواردو ديل لانو وبافل جيرو وارنستو دارانز وكاريل دوكاسس وإلينا رودريغو وغوستافوبيريز ضمن أمور أخرى.
لقد تم أيضاً إبراز المؤلفين ذو خبرة عالية مثل فرنادوبيريز من خلال أعماله مثل مدغشقر 1994، الحياة صافرة 1998 وجناح هافانا 2003.
هناك اختلافات ملحوظة بين الأفلام الكوبية التي قدمت قبل عام 1990. لا سيما مع الميزانية ICIAC والسينما لاحقاً مع سقوط الإتحاد السوفييتي، من تلك اللحظة التاريخية وحتي اليوم، فقد تنوعت أشكال إنتاج الأفلام والفيديو في كوبا، وذلك اساسا ً من ظهور التقنيات الرقمية وبالإضافة إلى ذلك، كان هناك قدر أكبر من الانفتاح لمعالجة القضايا الحاسمة حول المجتمع الكوبى الحالي، وعلى الرغم من أن هذه الأفلام الوثائقية يتوقع أن هذه المهرجانات السينمائية والعينات قليلة الانتشار التي لا تبث علي التلفاز الوطني.
مستقبل السينما الكوبية غير مؤكد، ولكن نظراً للتراث التاريخى من هذا القبيل للبلاد في الإنتاج من المرجح أن يستمر هذا بدعم من وجود مدارس السينما مثل سان أنطونيو دي لوس بانيوس، ومهرجات ذو مكانة عالية دولية مثل: مهرجان السينمائي الدولي هافانا.
حاليا ناقش صناع السنيما من كوبا إنشاء قانون للسينما التي من شأنها أن تنشئ إطار واضح وشفاف لخلق سينما مستقلة على المستوى الصناعي والتي يمكن أن تكون وسيلة لتحقيق قدر أكبر من الإطار القانوني في التنوع الموضوعي والحصول على تمويل دولى لتجديد وتطوير السينما الكوبية.

## مخرجون وممثلون من كوبا

### مخرجون
البرتو رولدان
سانتياغو ألفاريز
لويس فيليبي برنازا
إنريكي كولينا
أوكتافيو كورتازار
ميغيل كويلا
خوان كارلوس كريماتا
ماريو كريسبو
فاوستو كانيل
رولاندو دياز
روبرتو فاندينو
سيرجيو خيرال
مانويل غوميز أوكتافيو
سارة غوميز (1942-1974)
نيكولاس غيين لاندريين
توماس جوتيريز الايا
أورلاندو جيه ليال
أومبرتو لوبيز ص غيرا
إدوار مانيه
خورخي مولينا
راؤول مولينا
أومبرتو بادرون
خوان بادرون
انريكي بينيدا بارنيت
فرناندو بيريز
ماريو ريفاس
خورخي لويس سانشيز
أومبرتو سولاس
رامون واو سواريز
خوان كارلوس تابيو
ميغيل توريس
القس فيغا
فرناندو فيلافيردي
خورخي سوتولونجو

### ممثلون وممثلات
كارلوس أ. أكوستا
كارلوس فونسيكا
(1932-1998)
جاكلين أرينال
رينياروزرينا
ماريو بالماسيدا
روجيليو بلين
بلانكا روزا بلانكو
روبين بريناس
ماريو سيمارو
صموئيل كلاكستون
سيرجيو كورييري
فلاديمير كروز
رينيه دي لا كروز
سيزار ايفورا
لويس ألبرتو غارسيا
ديزي غرانادوس
ميرثا ايبارا
تيتو الجنك
أدولفو لاودرو
فيرونيكا لين
رينالدو ماربياس
إيفا مينديز (التي أنشئت السينما في الأقاليم الناطقة بالإنجليزية).
انريكي مولينا
ميخائيلمولاكى
ايسليندا نونيز
سوزانا بيريز
خورخي بيروجريا
سيلفيا بلاناس
راؤولب وميراس..البرتو بوجول
انريكيسانتيسيان
إيزابيل سانتوس
إرنستو تابيا
بياتريس فالديس
التايلانديين فالديس
كوراليا فيلوز
فيدال كونستاليتو
باتريسيو وود
سلفادور وود

## مهرجانات السينما الكوبيه
مهرجان هافانا السينمائي